# Snubní prsten

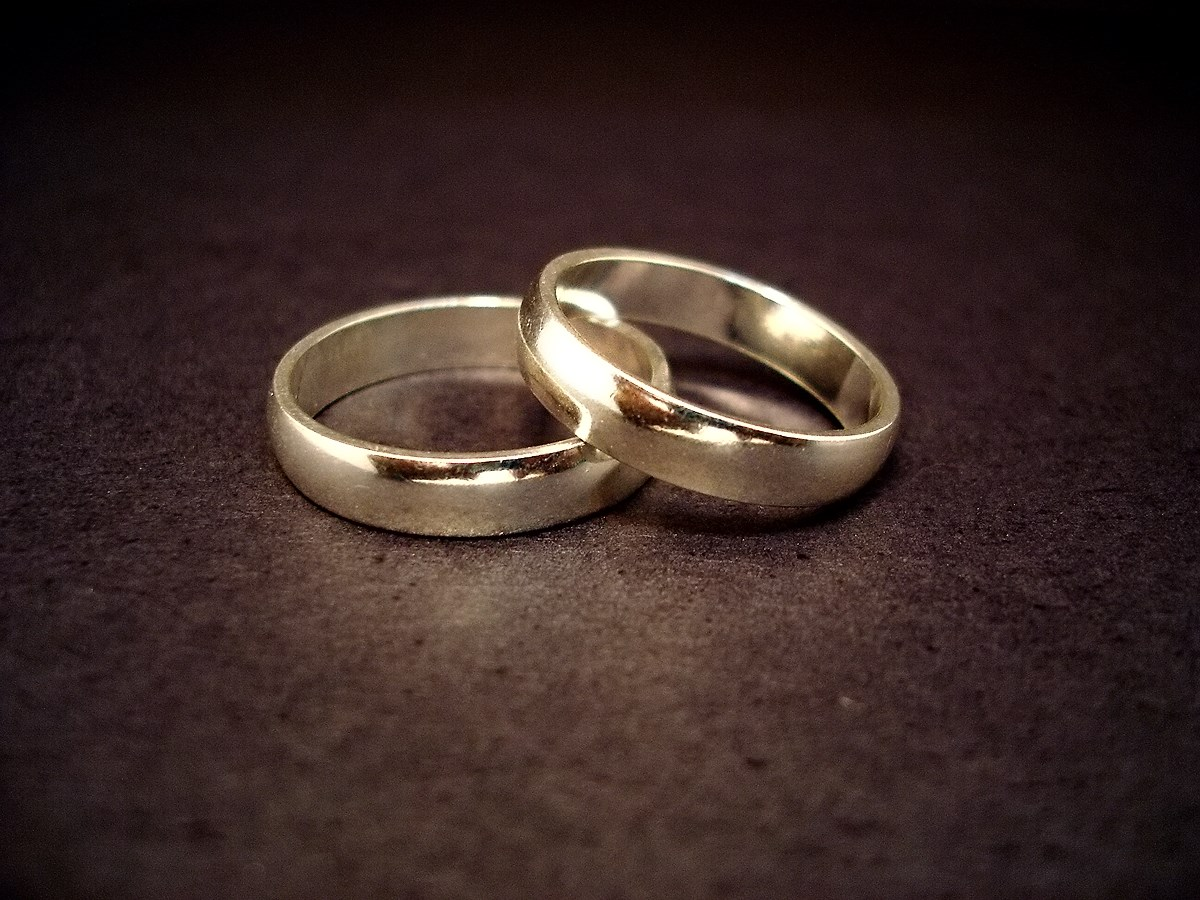
Snubní prstýnky

Snubní prsteny si vyměňují při svatebním obřadu ženich s nevěstou jako symbol slibu lásky, věrnosti a spojení.
Snubní prsten by měl být z kvalitního materiálu, aby vydržel více let bez významných změn. K jeho výrobě se používá nejčastěji bílé nebo žluté zlato, ale také stříbro nebo chirurgická ocel, případně růžové zlato nebo kombinace různých kovů. Obvyklé je podobné provedení obou prstenů. Nevěsta může mít prsten ozdobený kamínky. Výběr je široký – od levných zirkonů až po brilianty, tj. diamanty kulatého brusu. Na vnitřní stranu prstenu je možné vyrýt krátký text. Bývá to nejčastěji datum svatby nebo jména novomanželů. Snubní prsten má tímto pro jeho nositele nevyčíslitelnou hodnotu.

## Měření velikosti
Při výběru snubních prstenů je třeba dát pozor na jejich správnou velikost u obou partnerů. Tu pomohou určit v téměř jakémkoli zlatnictví či klenotnictví pomocí tzv. měřicího trnu (pokud je k dispozici jiný prsten, který snoubenci nosí na daném prstu) nebo měřicích kroužků. V České republice se nejčastěji používají tzv. EU velikosti, které odpovídají vnitřnímu obvodu prstenu. V USA, v Číně, ale i v některých evropských zemích, např. v Německu, se používá jiný systém označování velikostí.
Existují i možnosti, jak změřit velikost prstenu doma svépomocí – např. lze pravítkem změřit vnitřní průměr jiného padnoucího prstenu, případně pomocí nepružného materiálu (nejčastěji se používá proužek papíru nebo zubní nit) změřit přímo obvod prstu. Tyto metody s sebou ale nesou riziko, protože každý prsten padne trochu jinak, u širších prstenů bývá často potřeba zvolit o číslo větší velikost. Navíc se obvod prstu mění během dne a podle teploty. Na rozdíl od koupě zásnubního prstenu, kdy muž většinou chce partnerku překvapit, a tak se snaží velikost zjistit tajně, se při koupi snubních prstenů jednoznačně doporučuje nechat si velikost změřit přímo u profesionálů. Některá klenotnictví navíc nabízejí výrobu snubních prstenů na zkoušku a případnou úpravu velikosti zdarma.

## Kde se snubní prsteny nosí
V dnešní době většina párů nosí své snubní prsteny na prsteníčku levé ruky. Ženy někdy nosí snubní prsten na prsteníčku pravé ruky a na levé ruce si nechávají zásnubní prsten. V minulosti bylo běžné nošení snubního prstenu na jiných prstech – např. asi do začátku 17. století byl jako zásnubní nebo snubní šperk užíván jakýkoli prsten nošený na pravé ruce, v druhé polovině 17. století a ve století 18. se zase rozšířila móda nošení snubního prstenu na palci. Na prsteníčku levé ruky se poprvé začal nosit zřejmě okolo roku 1614 na základě víry, že jde o přímou cestu k srdci. Levá ruka je praktičtější i z hlediska ochránění prstenu před mechanických poškozením.

## Význam snubních prstenů
Snubní prsteny (a prsteny obecně) symbolizují především závazek, spojení, věrnost, nerozlučnost. Tvar kruhu připomíná nekonečno. Důvody, proč lidé snubní prsteny nosí, ale mohou být různé: od tradice, symboliky a spojení s milovanou osobou i na dálku až po veřejné přiznání se k druhému člověku a vyjádření signálu pro okolí („jsem zadaný/á“, „patříme k sobě“ nebo i jako prostředek k odhánění druhých).

## Zásnubní prsten
Zásnubní prsten má dát na vědomí všem, že osoba, která jej nosí, je zasnoubena a bude se vdávat. V západních kulturách nosí zásnubní prsten zpravidla ženy a takový prsten je ozdobený diamantem nebo jiným kamenem. V některých kulturách nosí muž a žena stejný zásnubní prsten, v dalších kulturách jsou zásnubní prsteny používány také jako svatební prsteny. Zásnubní prsten obvykle předává muž jako dárek ve chvíli, když žádá ženu o ruku. Tím dává najevo svůj zájem o budoucí sňatek. Zásnubní prsten se obvykle nosí na prsteníčku levé ruky. Některé páry si kupují „předzásnubní prsten“, který lze nazvat „prstenem slibu“.

## Historie
První snubní prsteny se objevily již ve starověkém Egyptě kolem roku 3000 před n. l. Kruh, který neměl začátek ani konec, symbolizoval pro Egypťany věčnost. Materiál prstenu bylo však rákosí spletené do kroužků. Z té samé doby pochází také první vysvětlení umístění prstenu na prsteníček. Do prsteníčku vede žíla přímo ze srdce, symbolu lásky.
V antice je nošení spojeno s mýtem o Prométheovi, v němž se prsten, tj. kroužek, objevuje jako symbol lásky k lidem a kámen v prstenu symbolizuje nezdolnost. Současná tradice snubního prstenu je pak nejpravděpodobněji odvozena právě z antiky, přesněji z římské tradice. Židé, Řekové ani Germáni tento symbol budoucího manželství neznali. Ve starém Římě muži posílali železný prstýnek svým vyvoleným. Prsten sloužil jako poznávací znamení, symbol věrné lásky i prostředek, jímž opuštěné ženy označovaly tatínka svých dětí.
Římané dávali prsten spolu s malým klíčkem, který měl ochránit obdarovaného. Římské nevěsty dostávaly dva snubní prsteny, jeden zlatý, který nosily na veřejnosti, druhý vyrobený z kamene, ten používaly během vykonávání domácích prací. Ne vždy znamenalo nošení prstenu podobného snubnímu manželství. Někdy takový prsten znamenal nedotčenost nositele, nebo takový prsten byl symbolem čistého přátelství.
Z této doby pochází také další odůvodnění nošení prstenu na prsteníčku. Stojí za ním římský soudce a spisovatel Aulus Gellius, který žil ve 2. století v Římě. Ten odůvodňuje nošení prstenu na prsteníčku tak, že čtvrtý prst levé ruky je údajně spojen tenkým nervem se srdcem. Jestliže pak na tento prst prstenem zatlačíme, snoubenčina láska bude jistá.
Teprve spolu s křesťanstvím se ve světě prosazuje jako materiál prstenu zlato, které je nadřazené všem ostatním kovům a představuje manželskou lásku. Ve středověku byl prsten také symbolem panenství, a byl tak spojený se sexualitou.
Rozdíl mezi snubním a zásnubním prstenem neexistoval až do 15. století. Ke změně došlo v roce 1563 po Tridentském koncilu, kdy ztratily zásnuby svůj význam, a zásnubní prstýnek se stal nepovinný. Tehdy se začal prsten předávat během svatebního obřadu a dostávala ho pouze žena. Muži v tehdejší Evropě prsten zpravidla ještě nenosili. Až v následujícím století poprvé dochází k tomu, že si v kostele při obřadu muž a žena navzájem vyměňují prsteny. Rozšíření tohoto zvyku však trvá ještě delší dobu.
Prst, na kterém se nosí prsten, získal své jméno "prsteníček" až v 7. století, kdy ho tak pojmenoval křesťanský encyklopedista Isidor ze Sevilly. Také on, stejně jako Egypťané, se domníval, že tento prste je spojený žilkou přímo se srdcem, proto ten název, který se dochoval až do dnes.